# Maeota dichrura
Espèce
Synonymes
- Poultonia caudata Peckham & Peckham, 1901
- Maeota fusca Mello-Leitão, 1917

Maeota dichrura est une espèce d'araignées aranéomorphes de la famille des Salticidae.

## Distribution
Cette espèce se rencontre au Brésil et au Paraguay.

## Description
L'holotype mesure 9 mm.

## Publication originale
- Simon, 1901 : « Études arachnologiques. 31e Mémoire. L. Descriptions d'espèces nouvelles de la famille des Salticidae (suite). » Annales de la Société Entomologique de France, vol. 70, p. 66-76 (texte intégral).